# Gerrit Adriaans

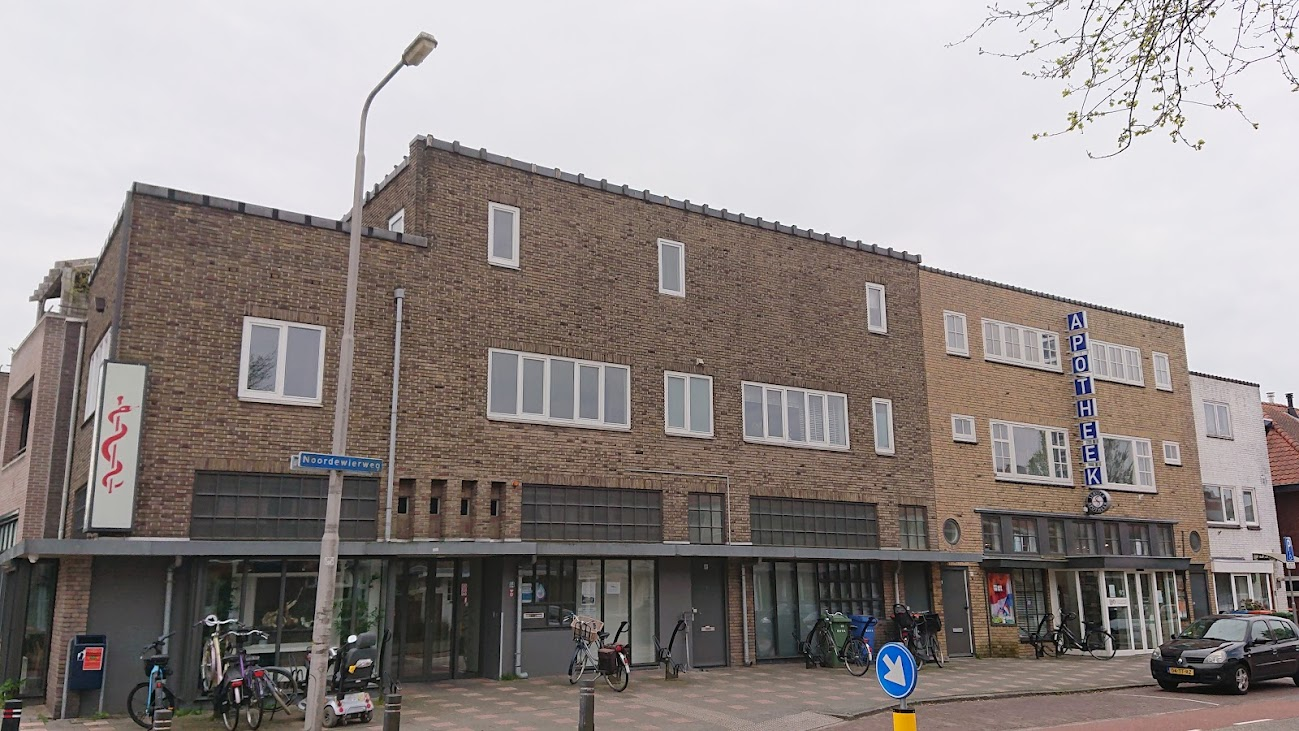
Het Haka-gebouw aan de Noordewierweg in Amersfoort

Gerrit Adriaans  (Amersfoort, 15 februari 1898 – Aldaar, 3 december 1971)  was een Nederlandse kunstschilder, tekenaar, architect, pastellist, aquarellist, linosnijder, pentekenaar en boekbandontwerper.
Hij werkte voornamelijk in Amersfoort maar maakte ook studiereizen naar andere plaatsen in Nederland en België.
Adriaans vormde zich als kunstschilder voornamelijk zelf.  Hij schilderde stadsgezichten en dorpsgezichten en ontwierp in 1926 een boekband voor uitgeverij Van Loghum Slaterus voor het boek De Keten: Sonnetten. Voor weverij De Ploeg in Bergeijk ontwierp hij de zogenaamde dobby stof. Zijn beroep was architect, hij was van 1924 tot 1928 als zodanig in dienst bij de gemeente Amersfoort en was daar de ontwerper van het slachthuis en hij ontwierp in 1933 in Amersfoort in het Soesterkwartier het gebouw van de Coöperatie Algemeen Belang (ook wel HAKA genoemd).
Adriaans was ook secretaris-penningmeester van de provinciale welstands-commissie.
Hij was lid van het Amersfoorts Kunstenaars Genootschap AKG.